# 康维尔Model 58-9
康维尔Model 58-9，又称B-58 SST或CV-58-9，是由美国通用动力旗下飞行器制造公司康维尔在20世纪50年代提出的超音速客机构想，其设计由B-58轰炸机衍生而来，并可以搭载52名乘客以2.4马赫的速度飞行。Model 58-9于1960年立项，但从未脱离图纸。 

## 背景

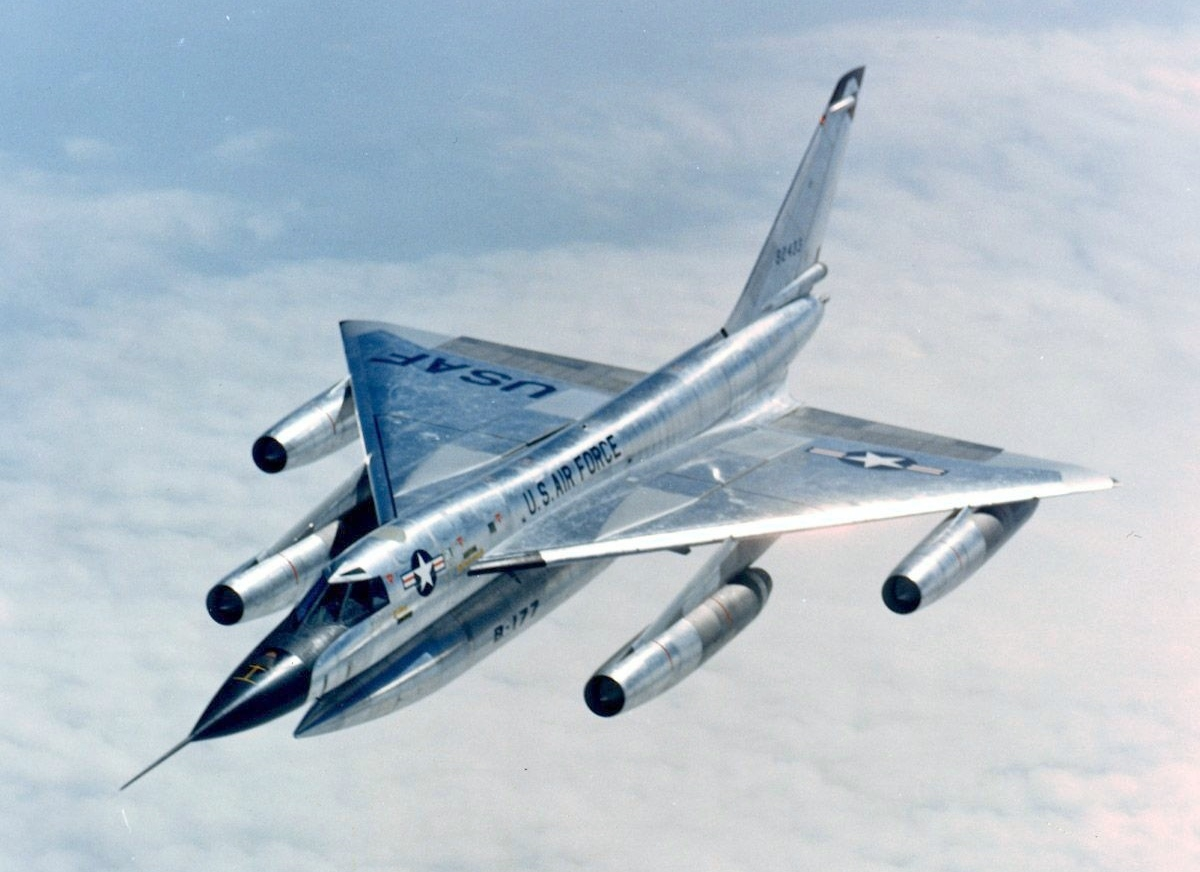
B-58是世界上第一款超音速轰炸机，也是Model 58-9的原型

1956年，康维尔B-58娼婦式轟炸機首飞，其是世界上第一款超音速轰炸机。B-58的制造商康维尔在设计生产B-58的过程中积累了制造大型超音速飞机的经验。彼时世界正掀起超音速客机热潮，世界各国纷纷提出自己的超音速客机计划，康维尔认为如果将B-58改为超音速客机，只需付出少許成本便能赶在竞争对手之前服役，从而抢占市场先机。此外，因为军队可能需要工具来快速运输机要人员或高价值货物，康维尔认为新设计也将获得军方的青睐。

## 设计和开发

### 开发计划
早在1956年，康维尔就开始了针对B-58客机化的前期研究。之后在1960年，康维尔提出了一个推动超音速客机服役的“三步走”战略：
- 首先，现有的B-58将会开始进行商业航线的测试飞行，透過往返于民用机场，康维尔将收集測試資訊并针对后勤保障等方面进行各种实验。
- 之后，康维尔会借用空军的B-58进行载人实验，B-58机腹下用来挂载核武器和燃料的MB-1C吊舱将会被更换为一个拥有5个带舷窗的座位，内设增压和空气循环系统的特制吊舱。除了用来测试超音速飞行对乘客带来的影响外，该吊舱也可先用于机要人员的快速机动。[4]
- 最后，康维尔会基于B-58建造一架真正的超音速客机，經由将机身拉长50%并换装新的水平尾翼，这个设计可以容纳52名乘客。[5]这个概念被命名为Model 58-9。

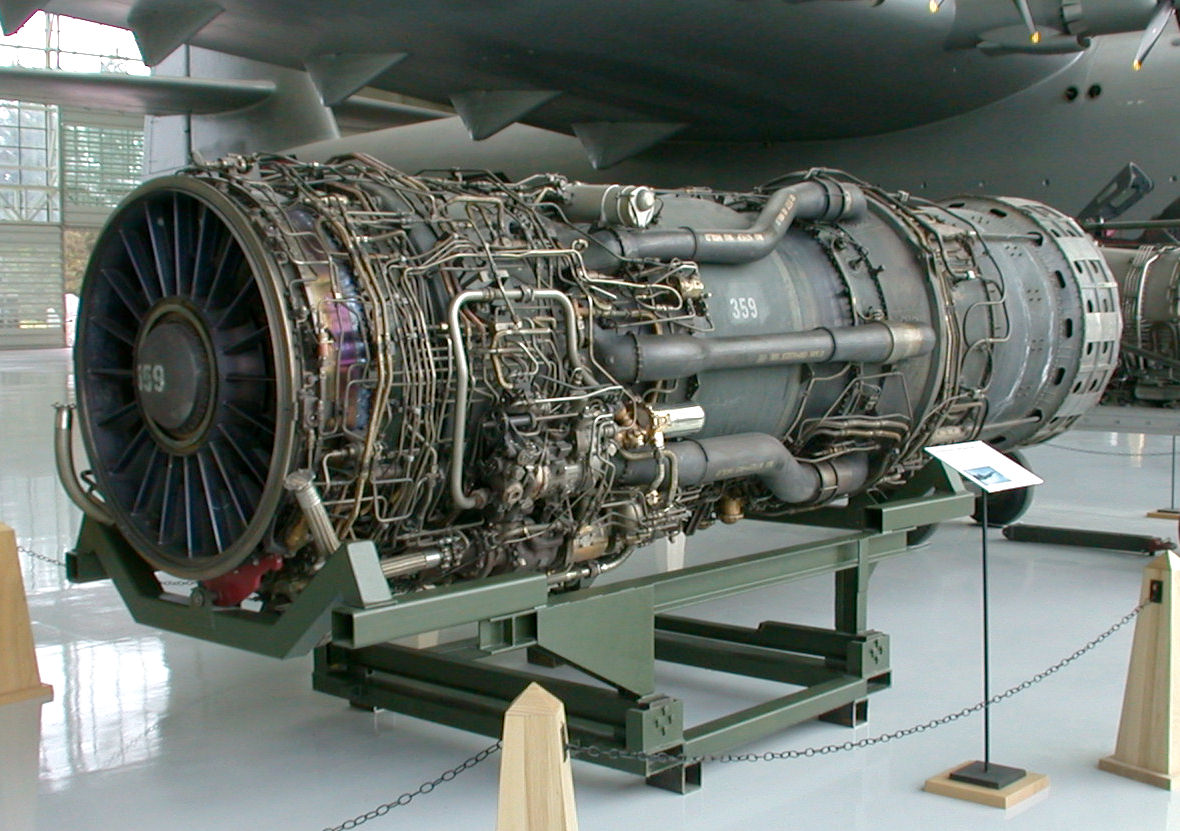
普惠J58 (JT11D-20)发动机是Model 58-9计划使用的动力源

设计上Model 58-9可以以2.4马赫飞行2,525海里（4,676千米），由四具普惠J58可变循环发动机提供动力（该发动机最后用于SR-71黑鳥式偵察機），相同的设计也被用在B-58的改型B-58C上。
在1960年11月，康维尔还乐观的认为政府将会在1961年1月下令启动项目。在计划中，前四架测试机将在1963年10月开始由康维尔自己进行为期18个月的飞行测试，而另外八架测试机将交由美国联邦航空管理局、美国国家航空航天局和美国国防部进行15个月的评估。之后，一系列的模拟商业飞行将于1965年开始，预计到1965年10月，12架测试机可以累积2,500小时的飞行时长。

### 竞争失败
尽管康维尔对其设计信心满满，但基于轰炸机的设计显然带来了诸多问题，例如低载客量和紧张的成员空间。
而当美国政府开始对超音速客机计划开始预研究时，Model 58-9的劣势变得更为明显。波音和洛克希德都提出了自己的超音速客机方案，它们拥有更高的巡航速度（＞M2.7）和大得多的载客量，这令康维尔的方案变得毫无竞争力。
虽然康维尔一再强调其设计的现实性，并坚持如果有政府支持便可很快服役，但其在私下也承认2.4马赫的巡航速度确实不尽如人意。部分评论认为康维尔的设计相比竞争对手确实更切合实际，例如《航空周刊》（Aviation Week）就曾经表示：
|  | nobody believes that the Convair 58-9 is the optimum supersonic transport, but some do believe that it is the best supersonic transport that could become available in a short-time span... Convair is basing its program on the hope that progressive development through the supersonic range, with more complete understanding of the problems all the way along, will be of greater advantage than plunging directly into the Mach 3 speed range. （中译）没有人相信康维尔58-9是最佳的超音速运输工具，但的确有人认为这是最有可能在短时间内应用的超音速运输工具……康维尔的计划比起那些一步迈向三马赫的对手，更有利于逐步开发超音速运输的潜力并发现潜在问题。 |

除此之外，Model 58-9的原型机B-58也在服役中暴露了大量问题，例如价格昂贵以及需要频繁维护，这更令Model 58-9失去了青睐。

## 结局
康维尔的竞争对手们并没有改变既定方针，仍然坚持开发巡航速度接近3马赫的超音速客机方案。低载客量、低航速和高成本很快令Model 58-9再无翻身机会。最终，没有等到美国政府正式开启SST计划的招标，Model 58-9就连同B-58C一起在1961年初被取消。而B-58在空军内仅服役了10年，共建造了116架，最终于1970年退役。

## 性能参数
参考资料：GlobalSecurity.org
基本信息
- 容量：52名乘客
- 最大起飛重量：190,000英磅（86,183）
- 发动机：4台普惠J58可变循环发动机

性能
- 最大速度：2.4馬赫
- 航程：2,525海里（2,906英里；4,676）